# Kuratorium do spraw wychowania młodzieży w Czechach i na Morawach

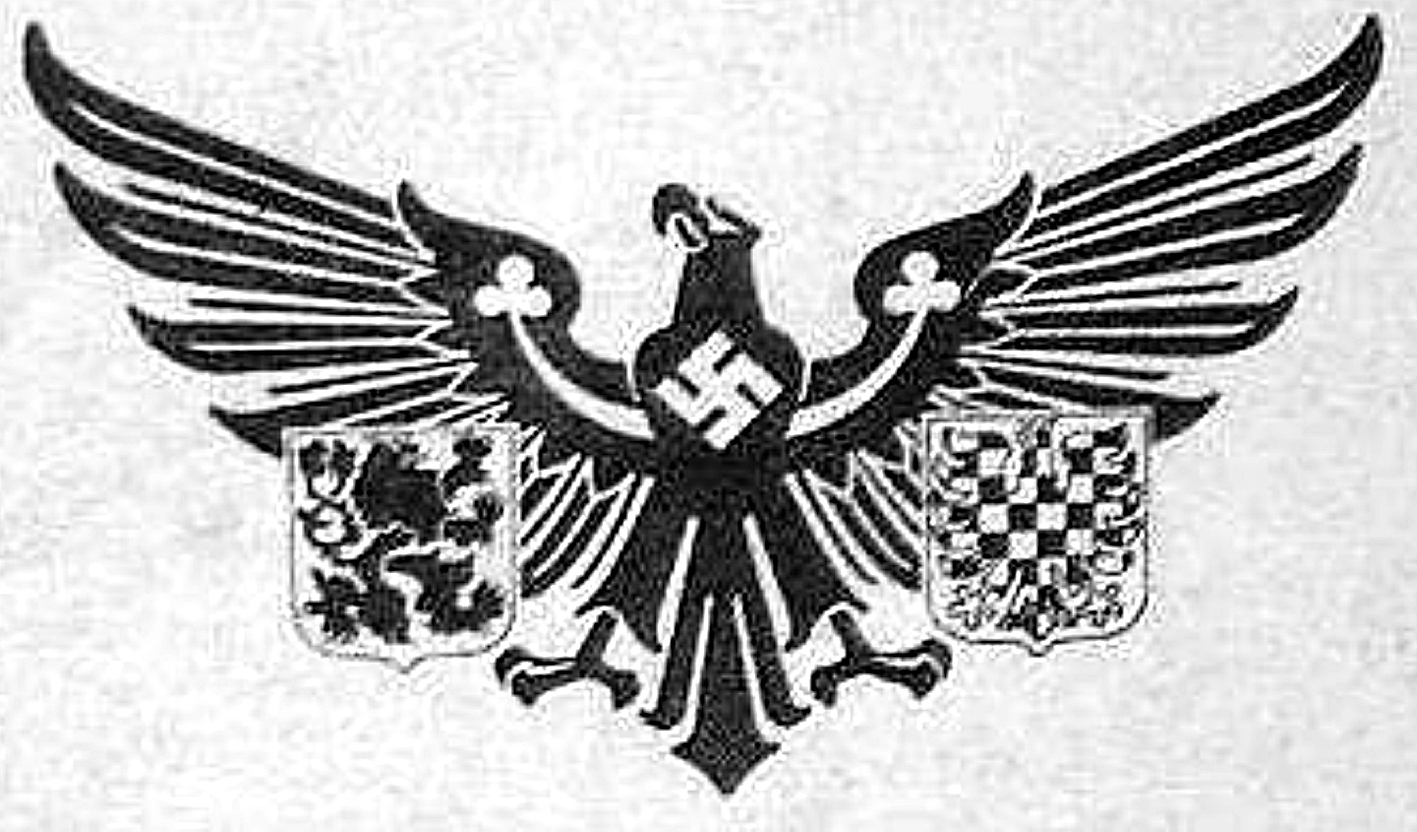
Symbol używany przez KVMČM

Kuratorium do spraw wychowania młodzieży w Czechach i na Morawach (czes. Kuratorium pro výchovu mládeže v Čechách a na Moravě, KVMČM) – czeska kolaboracyjna organizacja w Protektoracie Czech i Moraw podczas II wojny światowej.
Kuratorium powstało 29 maja 1942 r. jako realizacja hitlerowskiej idei powstałej w Berlinie w 1941 r. Jego współorganizatorami byli Emanuel Moravec i František Teuner. Ze strony niemieckiej nadzorował to SS-Obergruppenführer Reinhard Heydrich. Głównym zadaniem Kuratorium miało być reedukowanie i germanizowanie czeskiej młodzieży w wieku od 10 do 18 lat pochodzącej z czystych rasowo rodzin. Za wzór służyło hitlerowskie Hitlerjugend. Reedukacja odbywała się poprzez aktywność sportową. W tym celu do Kuratorium przyjęto wielu członków przedwojennych organizacji sportowo-gimnastycznych, jak Czeski Sokół, czy Junák. Organizacja miała także swoje szkoły instruktorskie, które wyszkoliły ok. 3,5 tys. mężczyzn i ok. 400 kobiet jako instruktorów sportowych. Przy działalności sportowej odbywała się jednocześnie indoktrynacja ideologiczna i polityczna w duchu pro-nazistowskim i pro-niemieckim. Kuratorium prowadziło współpracę z innymi czeskimi organizacjami kolaboracyjnymi, jak np. Czeską Ligą przeciw Bolszewizmowi. W 1943 r. organizacja powołała specjalne oddziały zbrojne, spośród młodszej (do lat 15) młodzieży Vzorné roje (Wzorowe roje), a spośród starszej – čety ZZ (skrót od zvláštního zasazení – plutony szczególnego przeznaczenia). Ogółem utworzono 59 takich oddziałów, każdy po ok. 30 ludzi. Miały one stanowić rodzaj czeskiego SS. Działały one na terytorium Protektoratu, ale mogły wykonywać zadania także poza jego granicami. Spośród części ich członków od początku marca 1945 r. rozpoczęto formowanie Ochotniczej Kompanii SS „Świętego Wacława”. W sytuacji końca wojny działalność Kuratorium w kwietniu 1945 r. uległa dezintegracji.